# Kelvin Madzongwe
Kelvin Madzongwe (19 dicembre 1992) è un calciatore zimbabwese, attaccante del Platinum e della nazionale zimbabwese.

## Carriera

### Club
Dal 2010 al 2014 gioca negli Stati Uniti con i Boston Terriers.

### Nazionale
Debutta con la nazionale zimbabwese il 4 agosto 2019 scendendo in campo nel match di qualificazione per il Campionato delle nazioni africane 2020 vinto 3-1 contro le Mauritius.
Nel 2021 viene convocato per la Coppa delle nazioni africane 2021.

## Statistiche
Statistiche aggiornate al 30 dicembre 2021.

### Cronologia presenze e reti in nazionale
| Cronologia completa delle presenze e delle reti in nazionale ― Zimbabwe | Cronologia completa delle presenze e delle reti in nazionale ― Zimbabwe | Cronologia completa delle presenze e delle reti in nazionale ― Zimbabwe | Cronologia completa delle presenze e delle reti in nazionale ― Zimbabwe | Cronologia completa delle presenze e delle reti in nazionale ― Zimbabwe | Cronologia completa delle presenze e delle reti in nazionale ― Zimbabwe | Cronologia completa delle presenze e delle reti in nazionale ― Zimbabwe | Cronologia completa delle presenze e delle reti in nazionale ― Zimbabwe |
| Data                                                                    | Città                                                                   | In casa                                                                 | Risultato                                                               | Ospiti                                                                  | Competizione                                                            | Reti                                                                    | Note                                                                    |
| ----------------------------------------------------------------------- | ----------------------------------------------------------------------- | ----------------------------------------------------------------------- | ----------------------------------------------------------------------- | ----------------------------------------------------------------------- | ----------------------------------------------------------------------- | ----------------------------------------------------------------------- | ----------------------------------------------------------------------- |
| 4-8-2019                                                                | Bulawayo                                                                | Zimbabwe                                                                | 3 – 1                                                                   | Etiopia                                                                 | Qualif. CHAN 2022                                                       | -                                                                       | 73’ 78’                                                                 |
| 20-10-2019                                                              | Maseru                                                                  | Lesotho                                                                 | 0 – 0                                                                   | Zimbabwe                                                                | Qualif. CHAN 2022                                                       | -                                                                       |                                                                         |
| 9-10-2021                                                               | Cape Coast                                                              | Ghana                                                                   | 3 – 1                                                                   | Zimbabwe                                                                | Qual. Mondiali 2022                                                     | -                                                                       |                                                                         |
| 12-10-2021                                                              | Harare                                                                  | Zimbabwe                                                                | 0 – 1                                                                   | Ghana                                                                   | Qual. Mondiali 2022                                                     | -                                                                       |                                                                         |
| 11-11-2021                                                              | Johannesburg                                                            | Sudafrica                                                               | 1 – 0                                                                   | Zimbabwe                                                                | Qual. Mondiali 2022                                                     | -                                                                       |                                                                         |
| 14-11-2021                                                              | Harare                                                                  | Zimbabwe                                                                | 1 – 1                                                                   | Etiopia                                                                 | Qual. Mondiali 2022                                                     | -                                                                       | 65’                                                                     |
| 10-1-2022                                                               | Bafoussam                                                               | Senegal                                                                 | 1 – 0                                                                   | Zimbabwe                                                                | Coppa d'Africa 2021 - 1º turno                                          | -                                                                       | 90+5’                                                                   |
| Totale                                                                  |                                                                         | Presenze                                                                | 7                                                                       |                                                                         | Reti                                                                    | 0                                                                       |                                                                         |